# Скептическая школа
«Скептическая школа» — направление в российской досоветской историографии, которого придерживались ученики М. Т. Каченовского, отрицавшее подлинность тех источников, на которых основываются сведения о древнейшем периоде русской истории.

## Возникновение
Непосредственным поводом к её возникновению стала историческая критика Нибура, разрушавшая изображение первых веков римской истории у Тита Ливия. Роль Тита Ливия для российских критиков сыграла только что вышедшая тогда «История Государства Российского» Н. М. Карамзина, который, а по предположению представителей школы, и сами источники, утверждал, «что в IX и X столетиях существовало российское государство, превосходившее своею обширностью едва ли не все тогдашние государства европейские; государство это находилось в самом цветущем состоянии: оно имело богатые города и столицы, придворный штат, монетную систему, законы гражданские, флоты, правильно устроенные постоянные войска, обширную торговлю; знакомо было с пышностью и роскошью, искусствами механическими, изящными, красноречием, зодчеством и прочее». Такое изображение, естественно, казалось скептикам «совершенно не в духе IX и X столетий».

## Взгляды
По мнению скептиков, достаточно было сравнить русскую историю со всеобщей, чтобы заключить, что в таком состоянии предки русских в то время не могли находиться; сравнения с тогдашними же, но уже, несомненно, достоверными показаниями иностранных источников показывали, что на самом деле «в IX и X столетиях был грубый и дикий народ — руссы — живший на юге нынешней России, занимавшийся разбоями и грабежами; он опустошал берега морей Чёрного и Каспийского, покорил своей власти славянские племена, жившие на Днепре, имел своих князей, которые ежегодно ездили собирать дань с подвластных им славянских племен (следовательно, находились на низшей ступени гражданской образованности) и т. д.». Сопоставляя эти два противоположных изображения, иностранных и, как думали скептики, русских источников, представители школы приходили к выводу, что русские источники недостоверны и, следовательно, подложны: и договоры с греками, и Русская Правда, и сами летописи могли быть составлены лишь тогда, когда действительно появилась на Руси городская культура, то есть, по мнению скептиков, не раньше XIII—XIV веков, в Новгороде. Договоры подделаны здесь по образцу ганзейских, а летописи — по образцу немецких хроник, причём даже география и этнография древних летописей целиком взята из сочинений Гельмольда и Адама Бременского: поляне, например, переделаны из полабов, древляне — из голцатов, а в действительности таких племён вовсе и не было. И даже Новгород возник не ранее XII века как колония балтийских славян, пришедших из Вагрии.

### Краткая библиография
Все эти выводы излагаются в ряде студенческих сочинений, написанных для Каченовского в духе его собственных исследований и напечатанных отчасти в его журнале «Вестнике Европы». Таковы, например, сочинения Скромненко (Строев младший) «О недостоверности древней русской истории и ложности мнения касательно древности русских летописей» («Сын Отечества», М., 1834); его же, «О пользе изучения российской истории в связи со всеобщею» («Учёные записки Московского университета», 1833); его же, «Критический взгляд на статью (О. И. Сенковского) под заглавием „Скандинавские саги“» (отдельно); его же, «О мнениях касательно происхождения Руси» («Сын Отечества», 1855); Перемышлевского, «О времени и причинах вероятного переселения славян на берега Волхова» («Учёные записки», 1833); Станкевича, «О причинах возвышения Москвы до смерти Иоанна III» («Учёные записки», 1834); Стрекалова, «Об исторических трудах и заслугах Болтина» («Учёные записки», 1835); Сазонова, «Об исторических трудах и заслугах Миллера» (там же); неизвестного автора, «О скудости и сомнительности происшествий первого века нашей древней истории от основания государства до смерти Игоря» («Вестник Европы», 1830); «Кто писал ныне нам известные летописи» («Сын Отечества», 1835); «О первобытном виде и источниках ныне нам известных летописей» («Сын Отечества», 1834). Сюда же относится и статья самого Каченовского «О баснословном времени в русской истории». Подготовка студентов, писавших эти работы, и в большинстве ограничившихся ими, была очень слабая, и действительным знатокам фактического материала, как П. Г. Бутков и М. П. Погодин, нетрудно было опровергнуть все их построения.

## Значение
Сама мысль о необходимости сопоставить русский исторический процесс с западным была очень плодотворна; ещё важнее было то, что понятия школы об исторических методах далеко оставили за собой идеи Шлёцера и даже самого Каченовского. Здесь впервые вошли в российскую историческую науку идеи европейского романтизма о стихийной, бессознательной стороне исторического процесса, о том, что недостоверность источников может происходить не от одного лишь сознательного обмана или невежественных поправок позднейших переписчиков, но является неизбежным последствием самого склада мысли современного наблюдателя событий. Таким образом, критика факта не могла уже ограничиваться формальным исследованием подлинности и целости документа, в котором этот факт дошёл до нас, а распространялась и на оценку факта по самому его содержанию, по степени его «внутренней достоверности», его «согласия с законами исторического развития жизни» (выражения Н. И. Надеждина; см. его статью «Об исторической истине» в «Библиотеке для чтения», 1837). С этой точки зрения всего достовернее для скептиков был сам факт недостоверности древнейшего периода истории, как необходимое последствие характера древнейших источников — поэтических преданий. Эта новая тогда мысль, а также характер протеста против националистического возвеличения древнейшего периода русской истории, придали школе её значение не только в истории науки, но также и в истории российской общественности.